# Diffusionism
Diffusionism handlar om att man anser att kulturer har spridit sig i så kallad kulturkretsar. Dessa kulturkretsars rot är exempelvis Antikens Grekland, Rom och Kina. Dessa kulturer vad givare av kulturen till andra områden som då var mottagare. Man anser inom diffusionismen att kulturyttringar sprids, "vandrar".
Diffusionism handlar om spridning i rummet av kulturdrag och samhällsformer. I vissa länder har särskilt geografi och antropologi stått nära varandra. Det främsta namnet i Tyskland inom den geografisk-antropologiska riktningen var Friedrich Ratzel. Särskilt fokus för intresset riktade han på folkvandringar. Bland annat opponerade han sig mot Adolf Bastians tanke att kulturella fenomen kan uppstå parallellt på olika håll på jorden. Istället förklarade han likheterna som resultat av vandringar och kulturlån.  
I Storbritannien återfanns namn som W.H.R. Rivers, Grafton Elliot Smith och William James Perry i spetsen för den diffusionistiska skolbildningen. Eftersom diffusionismen föreställde sig människan som endast sällan förmögen till innovation menade exempelvis Smith att all kulturutveckling började i Egypten. De nuvarande kulturformerna var bara variationer eller i värsta fall degenerationer av en verklig högkultur.
Rivers genomförde fältstudier, bland annat deltog han i en expedition till Torres sund 1898.
Österrike var ett annat land där diffusionismen fick ganska stor utbredning. Här representeras riktningen av Fritz Graebner och Wilhelm Schmidt. De ställde metodiska krav på forskningen som gick ut på att man skulle ta hänsyn till form-, mängd- och kontinuitetskriterier om man skulle kunna avgöra om kulturkontakter hade ägt rum. Med hjälp av dessa metoder kunde man ringa in kulturkretsar. Ibland kallas riktningen för kulturkretsläran. En ledande tidskrift för riktningen är Anthropos. Inom antropologin blev diffusionismen gammalmodig vid tiden för första världskriget.